# 巴德尔之役
巴德尔之役，也作笆都爾之戰、白德尔之役、拜得尔战役（英語：Battle of Badr，阿拉伯语：‎）等，是发生在公元624年3月14日（伊斯兰历中的17賴買丹月, 2 AH），地点位处西阿拉伯半岛的漢志区（如今的沙特阿拉伯所在地），是伊斯兰教早期甚为重要的一场战役，是穆罕默德在麦加与其古莱什的反对者的较量的转折点。巴德尔之役在伊斯兰教历史之中被认为是决定性的胜利，是神迹显现，亦或是穆罕默德的战策天才之显现，也是《古兰经》中为数不多特别提到的战争之一。